# Birinci Meyniman
Birinci Meyniman är en ort i Azerbajdzjan.   Den ligger i distriktet Hacıqabul Rayonu, i den östra delen av landet, 100 kilometer väster om huvudstaden Baku. Antalet invånare är 1 408.
Terrängen runt Birinci Meyniman är mycket platt. Runt Birinci Meyniman är det ganska tätbefolkat, med 80 invånare per kvadratkilometer.. Närmaste större samhälle är Şirvan, 18,0 kilometer sydost om Birinci Meyniman.
Trakten runt Birinci Meyniman består till största delen av jordbruksmark.